# Damian Merlak
Damjan »Damian« Merlak, slovenski poslovnež in programer, * 27. april 1986, Celje. 
Je soustanovitelj in bivši tehnični direktor podjetja Bitstamp, soustanovitelj podjetja Ngen in soustanovitelj podjetja Alpinia. Velja za enega najbogatejših Slovencev, leta 2022 je revija Manager njegovo premoženje ocenila na 212 milijonov evrov.

## Delo
Za bitcoin se začel bolj zanimati ob naslednji skokoviti rasti cene. Prve bitcoine je kupil, ko so dosegli vrednost približno 2 ameriška dolarja. Trgoval je na japonski menjalnici Mt. Gox. Kasneje se je odločil, da jih bo začel rudariti. K temu je pritegnil Nejca Kodriča, mlajšega brata njegovega sošolca iz srednje šole in lastnika trgovine z računalniško opremo.

### Bitstamp
S prijateljem Nejcem Kodričem sta prvotno želela ustvariti mining pool, a sta to idejo kmalu opustila. Boljša ideja se jima je zdela, da ustvarita menjalnico, ki bo ponudila boljšo uporabniško izkušnjo. V tistem času so morali ljudje za nakup bitcoinov denar pošiljati npr. na Japonsko (menjalnica Mt. Gox) in zaradi plačilnega prometa bank na nakazilo čakati več dni. Poletje 2011 sta posvetila programiranju menjalnice in jo avgusta 2011 uspešno zagnala. V letih, ki so sledila, je postavljalo standarde na področju varnosti in tehnologije v svetu kriptovalut, istočasno pa postalo tudi ena največjih borz za trgovanje kriptovalut na svetu. 4. januarja 2015 je bila borza tarča uspešnega napada hekerjev, ki so uspeli odtujiti 19.000 bitcoinov, takrat vrednih več kot 5 milijonov ameriških dolarjev. Novica je odmevala po celem svetu, saj je šlo za takrat največji hekerski napad na katerokoli podjetje v svetu kriptovalut. Hekerjev do danes še niso našli, izgubo pa je podjetje v letih, ki so sledila, pokrilo samo. Oktobra 2018 je Merlak skupaj s partnerji podjetje uspešno prodal korejskemu podjetju Nexon za 400 milijonov ameriških dolarjev. V času prodaje je imel Merlak v lasti 30 % podjetja, za kar je prejel 100 milijonov evrov.

### KŽK kmetijstvo
V letu 2014 je kot finančni investitor vstopil v lastništvo podjetja KŽK kmetijstvo z nakupom ene tretjine poslovnega deleža. Kmalu zatem je prišlo do kraj in poslovnih goljufij takratnega vodstva in solastnikov. S prevzemom celotnega podjetja je svoje premoženje zavaroval in podjetje saniral do te mere, da ga je lahko leta 2019 uspešno prodal.

### Tokens.net
Avgusta 2017 je s partnerji začel razvijati idejo o menjalnici, ki bi omogočala popolno transparentnost nad njenim prometom s pomočjo blokverižne tehnologije. Novembra 2017 so pričeli z javnim zbiranjem sredstev. Investitorji so v zameno za svoj vložek prejeli njihove žetone imenovane Dynamic Trading Rights (DTR). Zadani cilj 15 milijonov dolarjev so v manj kot mesecu dni uspešno dosegli. Prvo trgovanje na menjalnici se je zgodilo v aprilu 2018, registracijo za širšo javnost pa so ponudili v juliju. Zoper podjetje je bila s strani osebe iz ustanovitvene ekipe v letu 2020 vložena tožba v višini 184.680 ameriških dolarjev in 65.000.000 DTR žetonov oz. takratne skupne vrednosti 1.025.000 ameriških dolarjev. Tožba je bila kasneje rešena zasebno v obojestranskem interesu. Februarja 2021 so naznanili, da bodo menjalnico v aprilu zaprli. Ustanovitelj in lastnik Damian Merlak je bil takrat mnenja, da bi bil vsak nadaljnji vložek v podjetje izgubljen. Vsi imetniki žetona DTR so ob zaprtju menjalnice dobili možnost odkupa njihovih žetonov po 12,4% višji ceni, kot so bili ti na voljo ob začetni javni ponudbi žetonov (ICO). Pri izgradnji menjalnice so veliko pozornost namenili varnosti, zato v svojih 4 letih delovanja niso zabeležili varnostnih incidentov in nenačrtovanih izpadov delovanja.

### Ngen
Leta 2018 je skupaj s poslovnim partnerjem Romanom Bernardom ustanovil podjetje Ngen, ki deluje na področju pridobivanja in hranjenja zelene energije. Januarja 2020 je podjetje postavilo in v električno omrežje priključilo v tistem času največji Teslin hranilnik električne energije v evropi, kapacitete 22,2 megavatne ure in vrednosti 15 milijonov evrov. Oktobra 2020 je podjetje postavilo še drugo baterijo, s še večjo kapaciteto, v pripravi pa je že tretja, največja do sedaj.

### Alpinia
Leta 2019 je kupil 4 propadajoče hotele v Bohinju za 8 milijonov evrov in skupaj z Juretom Repanškom ustanovil novo podjetje Alpinia, katerega naloga je obnova in upravljanje kupljenih hotelov. Prvi objekt, apartmaje Triglav, je podjetje odprlo že 4 mesece po nakupu. Naslednji, Hotel Bohinj, je bil v celoti prenovljen in odprt julija 2021. Podjetje trenutno dela na prenovi tretjega objekta, hotela Zlatorog.

## Priznanja in nagrade
Leta 2014 je s podjetjem Bitstamp, na izboru The Europas v Londonu, prejel nagrado za najboljše evropsko zagonsko podjetje v kategoriji virtualnih valut.